# Praetaxila punctaria
Praetaxila punctaria är en fjärilsart som beskrevs av Hans Fruhstorfer 1904. Praetaxila punctaria ingår i släktet Praetaxila och familjen Riodinidae. Inga underarter finns listade i Catalogue of Life.